# لشکر ۴ زرهی (مصر)
لشکر ۴ زرهی (انگلیسی: 4th Armoured Division) لشکر زرهی نیروی زمینی مصر و تحت امر ارتش سوم مصر است، که در سال ۱۹۵۶ تأسیس شد. ستاد فرماندهی و پادگان لشکر ۴ زرهی مصر در شهر سوئز قرار دارد.
قابل توجه‌ترین خدمت آن در جنگ‌های اعراب با اسرائیل در بحران سوئز در سال ۱۹۵۶، جنگ شش روزه در سال ۱۹۶۷ و جنگ یوم کیپور در سال ۱۹۷۳ بود.
لشکر چهارم زرهی اولین لشکر زرهی بود که توسط ارتش مصر تأسیس شد.
در سال ۲۰۱۸، ساختار این لشکر شامل دو تیپ زرهی (تیپ‌های زرهی دوم و سوم توسط فریدمن، "پیروزی صحرا"، ۱۹۹۲ در طول استقرار در جنگ خلیج فارس گزارش شده است)، یک تیپ مکانیزه (تیپ ۵۴ مکانیزه است) و تیپ ۱۸۸ توپخانه برد متوسط بود. سایر واحدهای احتمالی شامل واحدهای پدافند هوایی، واحد ضد تانک و گردان‌های پشتیبانی (سیگنال، شناسایی، پلیس نظامی، مهندسی، پزشکی، جنگ شیمیایی، تدارکات و ترابری) است. تعداد نیروهای این لشکر بیش از ۱۲۵۰۰ نفر است.